# Sergiu Celibidache

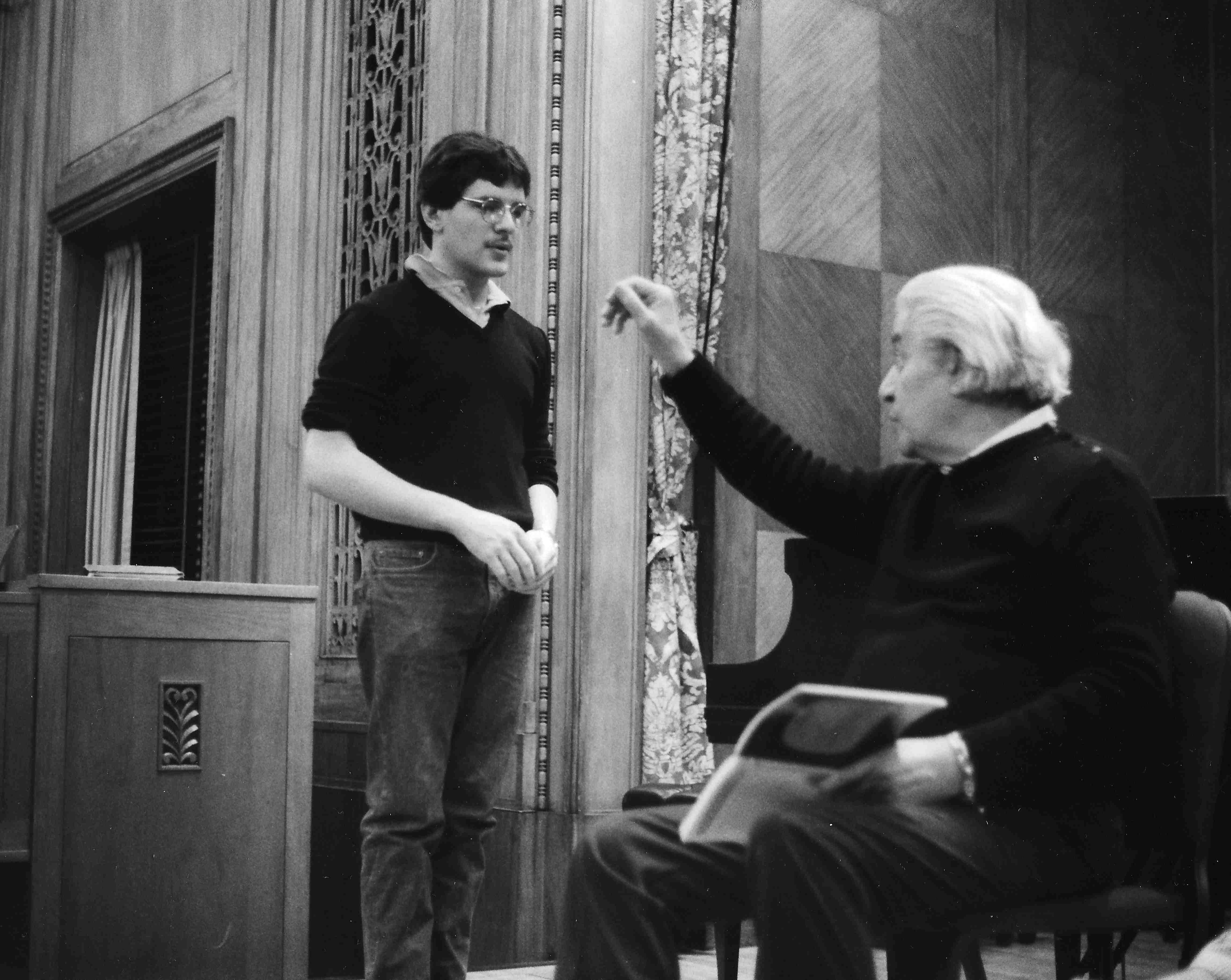
Celibidache geeft in 1984 een masterclass

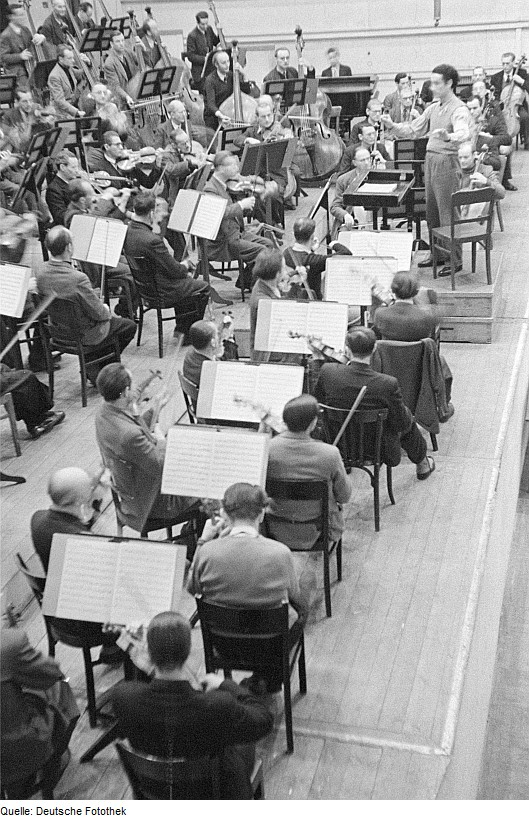
Celibidache repeteert in 1946 met de Berliner Philharmoniker

Sergiu Celibidache (Roman, 11 juli 1912 - Parijs, 14 augustus 1996) was een Roemeense dirigent.

## Leven en werk
Celibidache heette eigenlijk Celibidachi, maar door een fout van een beambte werd zijn naam veranderd. Hij studeerde eerst in Boekarest en Parijs en ging daarna muziek, wiskunde en filosofie studeren in Berlijn. Celibidache schreef een proefschrift over Josquin Desprez. Als jonge musicus kreeg hij weinig kansen om te dirigeren, maar had hij des te meer tijd om zich te verdiepen in muziektheorie.
In 1945 bleek hij in het bezette Berlijn, na de onverwachte dood van Leo Borchard, feitelijk de enig aanwezige dirigent die de Berliner Philharmoniker kon gaan leiden zolang Wilhelm Furtwängler dit orkest niet mocht dirigeren. Celibidache fungeerde tot 1952 officieel als dirigent 'ad interim'. Toen Furtwängler in 1954 stierf, koos de Berliner Philharmoniker niet hem, maar Herbert von Karajan als chef-dirigent, mede omdat Karajan graag plaatopnamen maakte en Celibidache daar fel op tegen was. Het leverde een breuk op die ertoe leidde dat Celibidache nog maar één keer (in 1992) voor het orkest heeft gestaan. Vanaf 1952 werkte hij wereldwijd met vele orkesten, van Venezuela tot Zweden, en verder met name in Parijs en Stuttgart.
In 1979 werd hij dirigent van de Münchner Philharmoniker. Hij maakte dit orkest tot een ensemble op het allerhoogste niveau. Celibidache maakte in zijn Münchener jaren vooral naam met zijn vertolkingen van werken van Anton Bruckner. Hij zette daarmee een traditie voort van de Münchner Philharmoniker, een orkest dat van enkele symfonieën van Bruckner de première van de originele versies had gebracht. Karakteristiek en veel becommentarieerd was zijn opvatting van het muzikale tempo. Adagio's duurden in zijn uitvoeringen aanmerkelijker langer dan bij andere dirigenten.
Hij had de reputatie dat hij zeer moeilijk en hoekig in de omgang was. Als perfectionist eiste hij extreem veel repetitietijd. Zijn periode bij de Müncher Philharmoniker kende enkele langdurige conflicten. Een geschil met een tromboniste die gelijke behandeling eiste (Celibidache vond dat een vrouw geen solotrombonist behoorde te zijn) heeft twaalf jaar geduurd voordat de rechter haar in het gelijk stelde.
Celibidaches afkeer van geluidsopnamen kwam voort uit zijn opvatting dat het beleven van muziek een transcendente ervaring is, die alleen bij een live-uitvoering tot stand kan komen. Daardoor konden pas na Celibidache's dood geautoriseerde concertopnamen verschijnen. Zijn formaat, zijn grote liefde voor en kennis van de muziek, staan boven elke twijfel, maar tegelijk schrok hij er niet voor terug om stevig in partituren in te grijpen waar hij dit nodig achtte. Zijn grote ervaring en zijn muziektheoretische inzichten droeg hij over tijdens masterclasses. Opvallend daaraan was bijvoorbeeld dat hij studenten orkestdirectie kamermuziek liet spelen om hun zo meer besef bij te brengen voor ensemblespel.
Vooral door zijn interpretaties, maar ook door zijn op Zen gebaseerde levensopvatting en zijn afkeer van het in zijn ogen te vluchtige en te commerciële muzikale bedrijf had Celibidache in de laatste decennia van zijn leven een cultstatus onder muziekliefhebbers.